# Sveta Helena (Sveti Ivan Zelina)
Sveta Helena je naseljeno mjesto u Republici Hrvatskoj u Zagrebačkoj županiji. 

## Zemljopis
Administrativno je u sastavu grada Svetog Ivana Zeline. Naselje se proteže na površini od 6,15 km². Nalazi se na istočnom početku Zagrebačke obilaznice.

## Kultura
- viteške igre[4] Međunarodni viteški turnir u Sv. Heleni (od 2007.)[5]

## Stanovništvo
Prema popisu stanovništva iz 2001. godine u Svetoj Heleni živi 400 stanovnika i to u 120 kućanstava. Gustoća naseljenosti iznosi 65,04 st./km².
| broj stanovnika | 437   | 375   | 416   | 481   | 522   | 559   | 586   | 598   | 604   | 586   | 551   | 490   | 472   | 445   | 400   | 366   | 353   |
|                 | 1857. | 1869. | 1880. | 1890. | 1900. | 1910. | 1921. | 1931. | 1948. | 1953. | 1961. | 1971. | 1981. | 1991. | 2001. | 2011. | 2021. |

## Znamenitosti
- Crkva sv. Jelene, zaštićeno kulturno dobro
- Kurija Adamović-Hellenbach-Mikšić, zaštićeno kulturno dobro

## Vanjske poveznice
- Ana Pejičić: Sveta Helena postala dom vitezovima, princezama i mačevaocima Dnevnik.hr, 19. svibnja 2012.
- Prikaz izložbe Zelinske crkve i kapele